# Nikołaj Zubow (funkcjonariusz NKWD)
Nikołaj Aleksiejewicz Zubow (ur. 1908 w Tule, zm. ?) – funkcjonariusz radzieckich organów bezpieczeństwa, jeden z wykonawców zbrodni katyńskiej.
Miał wykształcenie niepełne średnie, od 1928 w WKP(b), od 1938 w NKWD, 3 stycznia 1939 mianowany sierżantem bezpieczeństwa państwowego. Wiosną 1940 uczestniczył w masowym mordzie na polskich jeńcach, za co 26 października 1940 ludowy komisarz spraw wewnętrznych ZSRR Ławrientij Beria przyznał mu nagrodę pieniężną. W 1941 oficer operacyjny Wydziału Ewidencyjno-Operacyjnego Pionu Śledczego Ludowego Komisariatu Bezpieczeństwa Państwowego, od 1945 w sekretariacie Komisji Specjalnej (OSO) NKWD ZSRR, 3 stycznia 1947 przeniesiony do MGB ZSRR. Od 1950 pracownik pionu śledczego MGB ZSRR w stopniu majora, od 1954 sekretarz szefa Pionu Śledczego ds. Szczególnej Wagi MWD ZSRR, od 1954 szef Sekretariatu Zarządu Śledczego KGB przy Radzie Ministrów ZSRR. 
Odznaczony Orderem Czerwonej Gwiazdy (25 czerwca 1954) i Medalem „Za zasługi bojowe” (24 listopada 1950).